# César Galicia

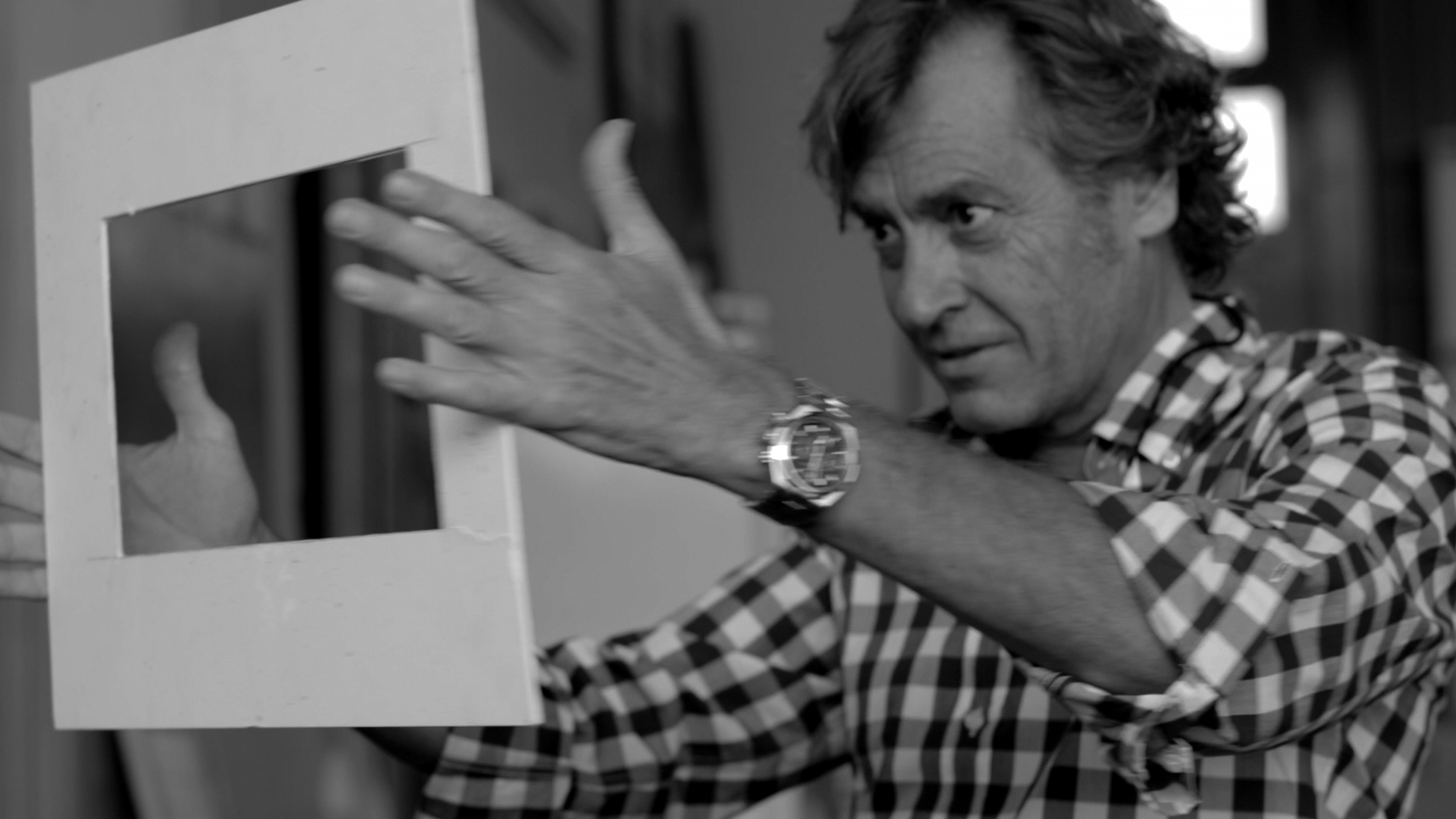
El pintor césar galicia en su estudio

César Galicia (Madrid, 1957) es un pintor español destacado por su estilo figurativo e hiperrealista. Desde temprana edad mostró interés por el dibujo, estudiando en la Academia Artium Peña para el posterior ingreso en la Escuela de Bellas Artes de San Fernando de Madrid.(1978)  
Formó parte de la llamada escuela de Tellez, liderada por Manuel Franquelo junto con otros artistas como José Manuel Ballester, Bernardo Pérez Tórrens y Fernando Laorden.
A lo largo de su carrera, Galicia ha trabajado con galerías de renombre como Staempfli Gallery, y  Forum Gallery en Nueva York, o Fernando Guereta y Leandro Navarro en Madrid.
Su obra se caracteriza por la representación meticulosa de objetos cotidianos, como juguetes, teléfonos públicos, bombas de aire, motocicletas o paisajes urbanos, siempre pintados del natural y nunca a partir de fotografías. Este enfoque le permite crear retratos profundamente absorbentes de la vida contemporánea.  
Su técnica implica un estudio tradicional de las “cosas naturales”, reconstruyendo sus sujetos desde el interior hacia el exterior, llegando a una concepción extrema de la realidad. Este proceso otorga a sus obras una profundidad y solidez únicas, sorprendiendo al espectador con una realidad visual en pintura que roza lo fantástico.
Las obras de César Galicia forman parte de colecciones públicas y privadas en instituciones como la Albright-Knox Art Gallery en Buffalo, Seven Bridges Foundation, Museo Thyssen Madrid, Museo de Pensilvania, EEUU, Museo de Arte Contemporáneo de Madrid, Centro Cultural  Conde Duque, Museo Panorama Bad Frankenhausen, Alemania
Además, su trabajo ha sido exhibido en diversas galerías, museos  y ferias internacionales.
A lo largo de su carrera, Galicia ha sido reconocido como uno de los pintores más importantes dentro del realismo madrileño de segunda generación, destacando por su capacidad para trascender el hiperrealismo y crear escenas que combinan la delicadeza del detalle con una profundidad narrativa y misteriosa.
Su obra continúa siendo objeto de estudio y admiración, consolidándose como una figura clave en la pintura contemporánea.